# Demografia da Mauritânia
A Mauritânia tem 4.067.564 de habitantes e um densidade demográfica de 3,4 hab./km². A maior parte da população vive no litoral e no vale do Rio Senegal.

## Dados demográficos
População total: 4.067.564 de habitantes, segundo a estimativa de 2015;
Grupos Étnicos: A miscigenação de mouros e negros representam 40% da população. Os mouros representam 30% da população e os outros 30% da população são compostos por negros.
Religiões: A maioria quase absoluta da população do país (cerca de 99.84%) são muçulmanos, a maioria sunita.
Idiomas: A língua oficial é o Árabe. Também são encontrados falantes de fula, soninquê, uólofe e francês, línguas de caráter secundário.

## Maiores Cidades
Os dois principais centros urbanos da Mauritânia são Nouakchott (capital do país, cidade mais populosa e principal centro administrativo) e Nouakhibou (centro comercial, segunda cidade mais populosa e principal centro financeiro).